# Hof Ashkelon
Le conseil régional d'Hof Ashkelon, en hébreu : מועצה אזורית חוף אשקלון, est situé près de la ville d'Ashkelon, dans le district sud en Israël. Sa population s'élève, en 2016, à 16 561 habitants.

## Liste des communautés
Kibboutzim
- Gvar'am (en)
- Karmia (en)
- Nitzanim
- Yad Mordechai
- Zikim

Moshavim
- Beit Shikma (en)
- Berekhya (en)
- Ge'a (en)
- Heletz (en)
- Hodaya (en)
- Kokhav Michael (en)
- Mash'en (en)
- Mavki'im (en)
- Nir Yisrael (en)
- Netiv HaAsara
- Talmei Yaffe (en)

Localités communautaires
- Bat Hadar (en)
- Be'er Ganim (en)
- Nitzan (en)
- Nitzan Bet (en)

Villages de jeunes
- Kfar Silver (en)
- Nitzan (en)

## Source de la traduction
- (en) Cet article est partiellement ou en totalité issu de l’article de Wikipédia en anglais intitulé « Hof Ashkelon Regional Council » (voir la liste des auteurs).